# Airbus Helicopters
Airbus Helicopters (prije Eurocopter Group) je europski prozvođač helikoptera i opreme, nastao 1992. godine spajanjem njemačkog Daimler-Benz Aerospace AG (DASA) i helikopterske divizije francuskog Aérospatiale. Eurocopter Gruop je danas u sastavu velike europske korporacije EADS.
Prema podacima iz 2007., više od 9800 Eurocopterovih helikoptera bilo je u službi kod preko 2500 operatera u 140 zemalja.

## Proizvodi
Eurocopter proizvodi ili je proizvodio sljedeće tipove helikoptera:
- Eurocopter AS 332 Super Puma - višenamjenski/transportni srednje teški helikopter s dvostrukim motorom
- Eurocopter AS 350/AS 355/EC 130 Ecureuil - laki višenamjenski helikopter
- Eurocopter AS 365/SA 365 Dauphin -  srednje teški višenamjenski helikopter s dvostrukim motorom
- Eurocopter AS 532 Cougar -  srednje teški višenamjenski helikopter s dvostrukim motorom
- Eurocopter AS 550/AS 555 Fennec - laki višenamjenski helikopter s jednim motorom
- Eurocopter AS 565 Panther - vojni višenamjenski/transportni srednje teški helikopter s dvostrukim motorom
- Eurocopter EC 120 Colibri (zajedno s Harbin Aircraft Manufacturing Corporation) - laki helikopter s jednim motorom, glavnim rotorom i pet sjedala
- Eurocopter EC 130 - laki helikopter
- Eurocopter EC 135 - civilni helikopter s dvostrukim motorom
- Eurocopter EC 145 - višenamjenski helikopter s dvostrukim motorom
- Eurocopter EC 155 - putnički helikopter velikog doleta
- Eurocopter EC 175 - srednji višenamjenski/transportni s dvostrukim motorom; probni let planiran za 2009.
- Eurocopter EC 225 - putnički helikopter velikog doleta
- Eurocopter EC 635 - laki vojni višenamjenski helikopter
- Eurocopter EC 665 Tiger - jurišni helikopter
- Eurocopter EC 725 Cougar - taktički transportni helikopter velikog doleta
- MBB Bo 105 - laki višenamjenski helikopter s dva motora
- MBB/Kawasaki BK 117 (zajedno s Kawasaki Heavy Industries) - srednji višenamjenski/transportni helikopter s dvostrukim motorom
- NH90 - srednji višenamjenski vojni, fly-by-wire helikopter koji proizvodi NHIndustries, a u kojoj Eurocopter sudjeluje s 62,5% udjela.

## Vanjske poveznice
|  | Zajednički poslužitelj ima još gradiva o temi Eurocopter Group |

- Službene stranice Eurocopter Group
- Službene stranice EADS